# L'Indipendente (Trieste)
L'Indipendente è stato un quotidiano austro-ungarico in lingua italiana fondato a Trieste nel 1877.

## Storia
L'Indipendente uscì per la prima volta il 4 giugno 1877, sotto la direzione di Enrico Matcovich. Il quotidiano, rivolto ad un pubblico colto ed elitario, divenne ben presto l'organo di stampa dell'irredentismo italiano a Trieste. Sulle sue colonne, sulle quali scrissero tra gli altri Silvio Benco, Italo Svevo e Giuseppe Caprin, era dato grande spazio alla cultura italiana e alle notizie provenienti dall'Italia, mentre era quasi assente la cronaca cittadina. A causa delle sue posizioni nazionaliste fu oggetto da parte delle autorità austro-ungariche di oltre un migliaio di sequestri; furono inoltre intentati contro L'Indipendente oltre quattrocento processi.
Il 5 settembre 1914, circa un mese dopo lo scoppio della prima guerra mondiale, il quotidiano sospese le pubblicazioni. Al termine del conflitto, con il crollo dell'Austria-Ungheria e l'annessione di Trieste all'Italia, L'Indipendente riprese ad uscire in edicola. Nel dicembre 1922 divenne settimanale ed il 24 marzo dell'anno successivo chiuse definitivamente i battenti.

## Curiosità
Presso la redazione de L'Indipendente vi lavorò un giovane Italo Svevo che sulle colonne del giornale vi pubblicò a puntate L'assassinio di via Belpoggio (1890) e Senilità (1898).